# Louis Proost
Louis Proost (Halle, Brabante, 7 de abril de 1935 - Lier 3 de fevereiro de 2009) foi um ciclista belga que foi profissional entre 1958 e 1967.
Durante a sua carreira como profissional conseguiu 61 vitórias, destacando acima do resto uma etapa no Tour de France de 1960 e outra do Giro d'Italia de 1961. Anteriormente, ainda em categoria amador, tinha conseguido o Campeonato do mundo amador de 1957.

## Palmarés
- 1957

 Campeonato do mundo amador
- 1958

1º no Critérium de Brasschaat
1º no St.niklaas-Waas
1º no Rummen
1º no Zwijndrecht
1º na Halle-Ingooigem
- 1959

Campeão da Bélgica interclubs
1º na Brustem-Remouchamps-Brustem
1º na Boulogne sul Mer
1º na Oostende
1º na Kapellen-Glabbeek
1º na Turnhout-Oost
1º na Rijkevorsel
- 1960

Campeão da Bélgica interclubs
1º na Roubaix-Cassel-Roubaix
1º na Bruseles-Charleroi-Bruxelas
1º na Ekeren
1º na Wuustwezel
Vencedor de uma etapa no Tour de France
- 1961

Campeão da Bélgica interclubs
Campeão provincial interclubs
1º na Waasmunster
1º na Melle
1º na Borgerhout
Vencedor de uma etapa no Giro d'Italia
Vencedor de uma etapa na Volta à Alemanha
Vencedor de uma etapa na Volta à Bélgica
- 1962

Campeão provincial interclubs
1º na Hoeilhaart-Diest-Hoeilhaart
1º na Sint Amands
1º na Zandhoven
1º na Beringen
1º na Polders-Campine
1º na Nieuwkerken-Waas
1º na Oedelgem
1º na Turnhout
- 1963

Campeão provincial interclubs
1º em Zandhoven
1º em Edegem
1º em Beveren-Waas
1º em Circuito do Brabante ocidental
1º na Hoeilhaart-Diest-Hoeilhaart
1º em Schoten-Willebroek
1º em St.truiden
1º em Rijmenam
1º em Mouscron
1º em Wetteren
- 1964

1º em Kumtich
1º em Lommel
1º em Mortsel
1º em Melle
1º em Tervueren
1º em Bierbeek
1º em Tessenderlo
1º em Kumtich
- 1965

1º na Flecha dos polders
1º em Zwijndrecht
1º em Kontich
- 1966

1º em Beveren-Waas
1º no Circuito de Flandres central
1º em Dixmude

## Resultados em Grandes Voltas e Campeonato do Mundo
| Carreira        | 1960 | 1961 | 1962 | 1963 | 1964 |
| --------------- | ---- | ---- | ---- | ---- | ---- |
| Giro d'Italia   | -    | Ab.  | -    | -    | -    |
| Tour de France  | Ab.  | Ab.  | -    | 65º  | Ab.  |
| Volta a Espanha | -    | -    | -    | -    | 22º  |